# بشير مخول
بشير مخول هو فنان واكاديمي فلسطيني متخصص في الثقافات البصرية، ولد عام 1963 في قرية البقيعة في الجليل شمال فلسطين، حاصل على درجة بروفيسور، مقيم في بريطانيا، رئيس جامعة الفنون الإبداعية UCA  في بريطانيا منذ يونيو 2017، وهو أول عربي يتولى منصب من هذا النوع  في تاريخ الأكاديمية البريطانية والأوروبية، صدرت له عدة كتب والعديد من الدراسات اهمها كتاب: «جذور الفن الفلسطيني» الذي يعتبر من أهم المراجع العالمية اليوم حول الفن الفلسطيني المعاصر،  وهو من رواد الفن التصوري الفلسطيني، عُرضت أعماله في عواصم كثيرة وفي دور عرض فنية عالمية هامة.

## من مؤلفاته
- الفن الفلسطيني المعاصر، الطبعة الأولى عام 2020 من مؤسسة الدراسات الفلسطينية في بيروت.
- Return in Conflict, IssueArt Publishing; 1st edition (2007)
- Return, Deebi Publishing; 1st edition (2007)
- Dust and Dispute, Bashir Makhoul (Author), עודד שמשון (Author), Aissa Deebi (Author), Elsabar Association; 1st edition (2007)
- Near, ArteEast; 1st edition (2004)
- Symbiosis: International Touring Exhibition of Recent Work by Bashir Makhoul and Alnoor Mitha, Mid-Pennine Arts Association; 1st edition (May 1998)
- Hold, Leeds Metropolitan University Gallery; 1st edition (1999)